# Wereldkampioenschappen moderne vijfkamp 2003
De wereldkampioenschappen moderne vijfkamp 2003 werden gehouden in Pesaro in Italië.

## Medailles

### Mannen
| Onderdeel   | Goud | Goud                                    | Zilver | Zilver                                             | Brons | Brons                                             |
| ----------- | ---- | --------------------------------------- | ------ | -------------------------------------------------- | ----- | ------------------------------------------------- |
| Individueel | GER  | Eric Walther                            | SWE    | Erik Johansson                                     | CZE   | Michal Michalík                                   |
| Team        | HUN  | Viktor Horváth Ákos Kállai Gábor Balogh | GER    | Sebastian Dietz Steffen Gebhardt Eric Walther      | CZE   | Michal Michalík Michal Sedlecký Libor Capalini    |
| Estafette   | HUN  | Gábor Balogh Viktor Horváth Ákos Kállai | RUS    | Dmitri Galkin Roestem Sabirchoezin Aleksej Savikov | BLR   | Aleksandr Bysov Dmitri Meljach Mikhail Prokopenko |

### Vrouwen
| Onderdeel   | Goud | Goud                                     | Zilver | Zilver                                             | Brons | Brons                                                  |
| ----------- | ---- | ---------------------------------------- | ------ | -------------------------------------------------- | ----- | ------------------------------------------------------ |
| Individueel | HUN  | Zsuzsanna Vörös                          | RUS    | Olesja Velitsjko                                   | GBR   | Kate Allenby                                           |
| Team        | GBR  | Sian Lewis Kate Allenby Georgina Harland | RUS    | Tatjana Moeratova Olesja Velitsjko Marina Kolonina | HUN   | Csilla Füri Zsuzsanna Vörös Bea Simóka                 |
| Estafette   | HUN  | Csilla Füri Bea Simóka Zsuzsanna Vörös   | RUS    | Marina Kolonina Olesja Velitsjko Viktoria Zaborova | CZE   | Lucie Grolichová Alexandra Kalinovská Olga Voženílková |

### Medaillespiegel
| Plaats | Land                | Goud | Zilver | Brons | Totaal |
| 1      | Hongarije           | 4    | 0      | 1     | 5      |
| 2      | Duitsland           | 1    | 1      | 0     | 2      |
| 3      | Verenigd Koninkrijk | 1    | 0      | 1     | 2      |
| 4      | Rusland             | 0    | 4      | 0     | 4      |
| 5      | Zweden              | 0    | 1      | 0     | 1      |
| 6      | Tsjechië            | 0    | 0      | 3     | 3      |
| 7      | Wit-Rusland         | 0    | 0      | 1     | 1      |
| Totaal | Totaal              | 6    | 6      | 6     | 18     |